# Mørk chokolade
Mørk chokolade er en form for chokolade, der indeholder kakaopulver og kakaosmør uden den mælk eller smør, som der findes i mælkechokolade. Mørk chokolade uden tilsat sukker kaldes bitter chokolade eller usødet chokolade.
Myndigheds- og industristandarder for, hvad der kan kaldes "mørk chokolade" variere fra land til land og fra marked til marked.
Der er ikke nogle hårde videnskabelige beviser for, at mørk chokolade har en sundhedsfremmende effekt på f.eks. blodtryk.